# Mort de Jeremiah Duggan
Pour les articles homonymes, voir Duggan.
Le 27 mars 2003, Jeremiah Joseph Duggan, un étudiant britannique de 23 ans, meurt lors d'un voyage à Wiesbaden (Hesse, Allemagne), après avoir été heurté par plusieurs voitures sur une voie rapide. Les circonstances de la mort de Duggan sont controversées car, au moment de sa mort, il fréquente une école de formation de « cadres » pour jeunes organisée par le mouvement LaRouche, un réseau international dirigé par le militant politique américain Lyndon LaRouche.
La police allemande conclut que Duggan s'est suicidé après avoir couru plusieurs kilomètres depuis l'appartement dans lequel il séjournait, puis avoir sauté devant la circulation tôt le matin. Un coroner britannique rejette un verdict de suicide en 2015 après avoir entendu la police métropolitaine de Londres décrire le mouvement LaRouche comme une secte politique. Duggan téléphone à sa mère, Erica Duggan, cinquante minutes avant sa mort, apparemment bouleversé par son expérience au sein du mouvement.
Arguant que la police allemande n'a pas enquêté de manière approfondie sur l'affaire, Erica Duggan commande des rapports médico-légaux suggérant que l'accident de voiture a pu être mis en scène et que Duggan est mort ailleurs. Après de longs litiges au Royaume-Uni et en Allemagne, la Haute Cour de Londres ordonne une deuxième enquête en 2010 ; et en 2012, le tribunal régional supérieur de Francfort ordonne à la police de Wiesbaden de rouvrir son enquête. En 2015, le coroner confirme que Duggan a été tué dans l'accident, mais rejette un verdict de suicide, ajoutant que des blessures inexpliquées suggèrent une « altercation à un moment donné avant sa mort ».
Le mouvement LaRouche attribue les critiques autour de son implication dans l'affaire aux opposants politiques de LaRouche, dont l'ancien Premier ministre britannique Tony Blair.

## Contexte

### Famille Duggan
Jeremiah Duggan naît le 10 novembre 1980 dans le nord de Londres. Il est le fils d'Erica Duggan, une institutrice juive originaire d'Afrique du Sud ; et de Hugo Duggan. Le père d'Erica Duggan quitte Berlin en 1933 ; de nombreux membres de sa famille sont tués lors de la Shoah. Erica Duggan participe aux manifestations contre l'Apartheid durant sa jeunesse,,. Les parents de Jeremiah Duggan divorcent quand il a 7 ans. Il est originaire du quartier de Golders Green, à Londres.
Après des études en internat puis au collège à Sussex, il passe du temps en Inde puis se forme en Israël en tant qu'animateur de jeunesse. Duggan s'intéresse aux arts, à la musique et au théâtre et, en 2001, s'installe à Paris pour étudier le français au British Institute et l'anglais à la Sorbonne. Il s'intéresse à la politique après les attentats du 11 septembre 2001 ; puis s'implique dans le mouvement LaRouche en raison de son opposition à la guerre d'Irak,.

### Mouvement LaRouche

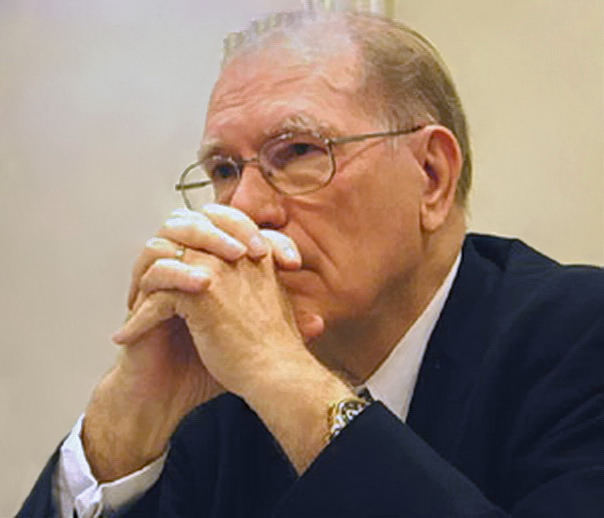
Lyndon LaRouche en 2006

Lyndon LaRouche et son épouse allemande, Helga Zepp-LaRouche, dirigent un réseau politique mondial de publications, de comités et d'écoles de cadres. Le mouvement LaRouche est représenté en Allemagne par l'Institut Schiller et le parti Bürgerrechtsbewegung Solidarität.
À partir des années 1970, le mouvement devient associé à la promotion de théories du complot, et parfois à l'utilisation d'attaques physiques contre ses opposants, à l'utilisation frauduleuse de dons et à l'antisémitisme. Ses méthodes de recrutement sont critiquées ; selon The Sunday Times, les recrues sont isolées de leurs familles, encouragées à abandonner leurs études et soumises à d'intenses pressions verbales avant d'être invitées à accepter la vision du monde de LaRouche.
LaRouche est particulièrement critique à l'égard de la Grande-Bretagne et de l'Institut Tavistock de Londres, une organisation caritative de psychothérapie et de sciences sociales que le mouvement LaRouche associe aux services de renseignement britanniques. La famille de Duggan en est venue à croire que cette vision du monde a affecté la perception de Duggan par le mouvement lorsque les participants à la conférence ont appris qu'il était un juif britannique qui, enfant, avait fréquenté la clinique Tavistock pour faire une thérapie lorsque ses parents avaient divorcé,.

## Implication de Duggan dans le mouvement LaRouche

### Solidarité et progrès

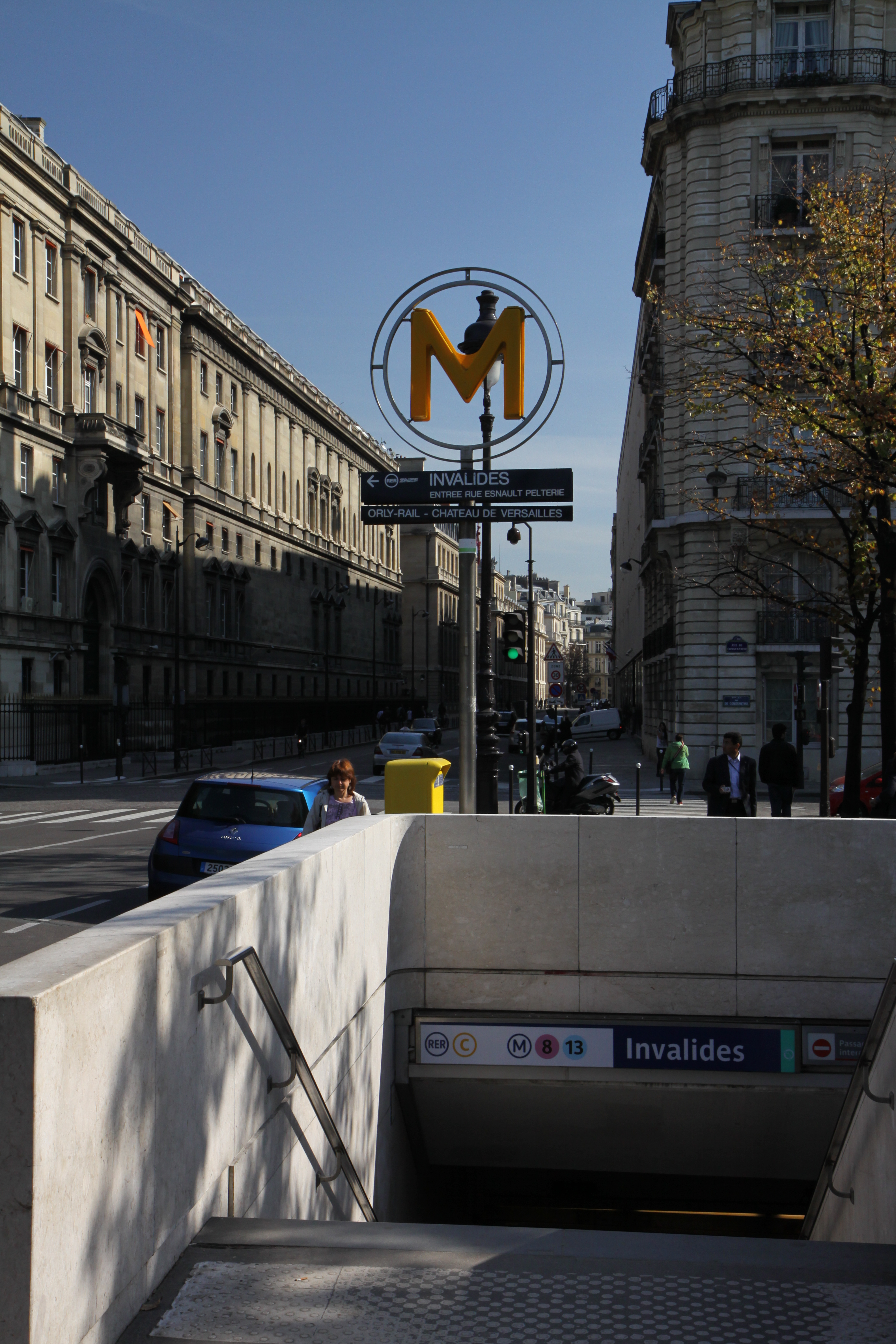
La station Invalides du métro parisien, où Duggan fait son premier contact avec le mouvement LaRouche

Le premier contact de Duggan avec le mouvement LaRouche a lieu à Paris en janvier 2003, lorsqu'il achète un exemplaire du journal Nouvelle solidarité du parti Solidarité et progrès (antenne française du mouvement LaRouche), dans un stand près du British Institute, à l'extérieur de la station Invalides du métro parisien. L'homme qui lui vend le journal est Benoit Chalifoux, rédacteur du journal et l'un des « organisateurs » ou recruteurs du mouvement,.
Préoccupé par l'issue de la guerre en Irak, Jeremiah Duggan s'implique au sein de Solidarité et progrès et décide de partir à un congrès de l'Institut Schiller. Duggan et ses parents supposent qu'il s'agit d'une conférence anti-guerre. Sa mère cherche en vain des informations sur LaRouche sur le Web ; qu'elle orthographie « LaRoche » de manière erronée.

### Conférence à Wiesbaden
Duggan et Chalifoux se rendent à Wiesbaden le 21 mars avec huit autres hommes. Duggan séjourne d'abord dans une auberge de jeunesse, puis avec deux autres recrues dans un appartement appartenant à deux responsables de l'Institut Schiller.
La conférence, « Comment reconstruire un monde en faillite », se tient à Bad Schwalbach, près de Wiesbaden, du 21 au 23 mars. LaRouche est le conférencier principal, avec un discours intitulé « La géométrie physique comme stratégie ». Selon April Witt dans le Washington Post, il dit au public que le président américain George W. Bush serait un ivrogne non réformé (il est un abstinent), que Woodrow Wilson aurait fondé le Ku Klux Klan depuis la Maison-Blanche, que John F. Kennedy aurait été tué au cours d'une opération américaine intérieure, et que les États-Unis utiliseraient la guerre en Irak pour « déclencher une guerre mondiale catastrophique ». D'après lui, le complot visant à déclencher une guerre mondiale aurait été influencé par des gens qui « comme Hitler, admirent Nietzsche, mais étant juifs... ne peuvent pas se qualifier pour la direction du Parti nazi, même si leur fascisme est absolument pur ! Aussi extrême qu'Hitler ! Ils les envoient aux États-Unis ». Selon LaRouche, les personnes derrière le complot seraient « la masse indépendante du système bancaire central, la moisissure visqueuse » et seraient les mêmes personnes ayant amené Hitler au pouvoir dans les années 1930.

### École de formation de jeunes cadres
Après la conférence, Duggan fréquente une école de formation de cadres du Mouvement des jeunes de LaRouche à Wiesbaden avec 60 à 70 autres personnes. Chalifoux, le recruteur qui l'avait accompagné en Allemagne, rentre à Paris. Selon une autre recrue potentielle, des heures de conférences, de séminaires et de rencontres individuelles ont lieu tous les jours, ainsi que des chants.
Duggan se serait démarqué du reste des participants en tant que juif britannique. Selon la mère de Duggan, le conseiller scientifique de l'Institut Schiller, Jonathan Tennenbaum, lui aurait dit que lorsque Duggan avait entendu les Juifs être blâmés pour la guerre lors d'un séminaire, il se serait levé et aurait dit : « Mais je suis juif ! ». D'après un participant, les autres participants l'auraient « cuisiné » en raison de cela.
Selon Witt, Duggan a peut-être été soumis à une pression supplémentaire parce qu'il a dit aux autres qu'il avait fréquenté la clinique Tavistock lorsqu'il était enfant pour faire une psychothérapie lorsque ses parents ont divorcé. Les notes de conférence de Duggan montrent que quelqu'un à la conférence a qualifié l'Institut Tavistock de centre de « lavage de cerveau ».

## Incident

### Visite à Francfort

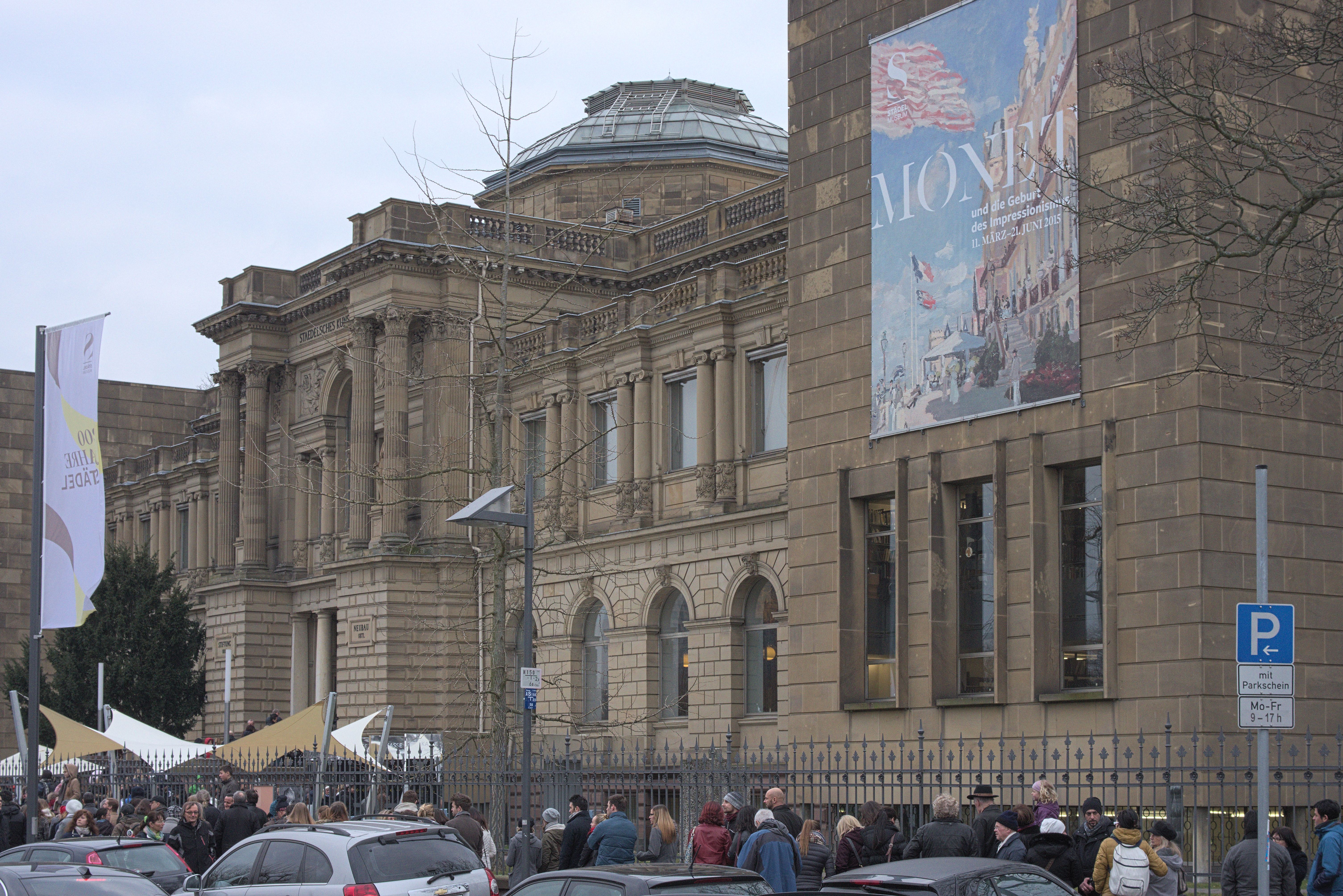
Musée Städel, à Francfort

Duggan et sa petite amie française prévoient de se rencontrer à Paris le mardi 25 mars. Au lieu de cela, il l'appelle ce jour-là, deux jours avant sa mort, pour lui dire qu'il n'a pas d'argent pour le voyage de retour et qu'il ne trouve pas de covoiturage avant dimanche. Il lui dit que « des choses très sérieuses » sont en train de se passer et qu'il s'expliquera après son retour.
Le 26 mars, Duggan accompagne des membres du mouvement LaRouche à Francfort pour distribuer de la littérature larouchiste dans les rues, puis pour voir la collection Rembrandt au musée Städel. Après leur visite, lorsqu'une membre lui demande ce qu'il a pensé des peintures, il se met à pleurer. Elle l'invite à sortir prendre l'air. Duggan se met répéter qu'il ne fait pas confiance à LaRouche et lui dit qu'il veut retourner en Angleterre. Elle lui répond qu'il est libre de partir et qu'il peut lui téléphoner s'il le veut, ce qui semble le rassurer. Elle le voit pour la dernière fois avec un de ses colocataires assis sur les marches du musée vers 20h30,.

### Appels téléphoniques de Duggan
L'un des responsables de l'Institut Schiller dans l'appartement duquel Duggan séjournait a déclaré au Sunday Times que son colocataire et lui sont revenus à l'appartement vers minuit. Comme ils n'ont pas de clé, le responsable leur ouvre la porte. Selon son colocataire, Duggan est pris d'une insomnie et continue d'allumer et d'éteindre les lumières. Il répète qu'il est incapable de faire confiance à LaRouche et qu'il se sent pris au piège.
Tôt dans la matinée du jeudi 27 mars, Duggan appelle sa petite amie sur le téléphone portable de son colocataire. D'après elle, il parle d'une voix très basse ; il se plaint de ne plus savoir ce qui est vrai et réel ; et il lui dit que quelqu'un mène des expériences sur des personnes avec des ordinateurs et des ondes magnétiques, possiblement sur lui-même. Elle lui demande de prendre un train pour Paris dans la matinée,. Une heure plus tard, il téléphone à sa mère, après quoi il s'enfuit de la maison.
Après les appels, selon son colocataire, Duggan lui demande : « Pourquoi m'as-tu choisi ? », puis dit qu'il veut sortir fumer une cigarette. Son colocataire l'accompagne mais a appuie sur une sonnette par accident en cherchant l'interrupteur en bas des escaliers ; d'après lui, cela fait paniquer Duggan, qui s'enfuit. Il dit avoir brièvement couru après Duggan avant de retourner à l'appartement.

### Mort

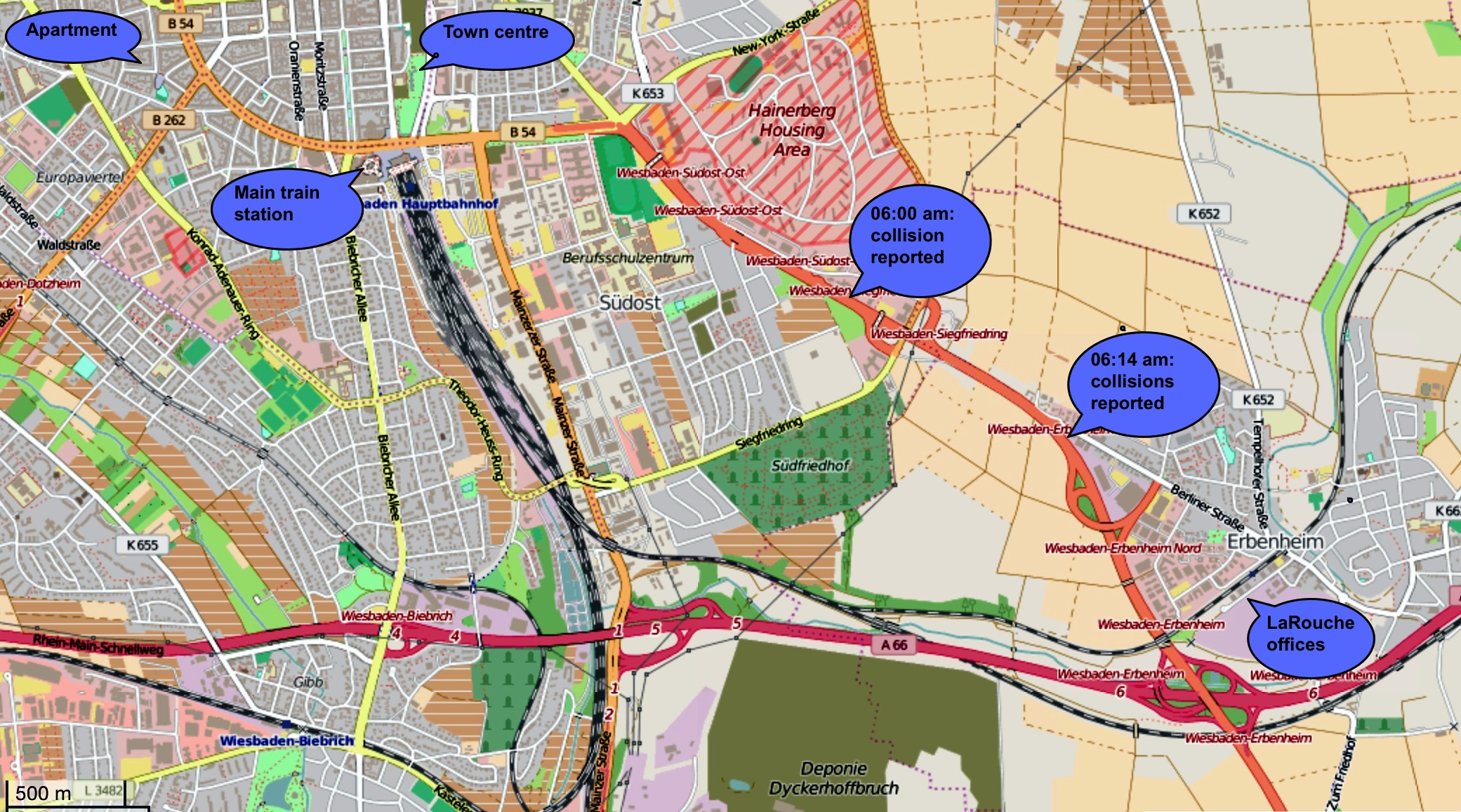
Les collisions de 06h00 et de 06h14 ; l'appartement (en haut à gauche) dans lequel Duggan séjourne ; et les bureaux du mouvement LaRouche (en bas à droite).

Peu avant 6 heures du matin, alors qu'il court sur une chaussée, une BMW le happe avec le rétroviseur extérieur. Il tombe, mais se relève et continue de courir sur la chaussée, en direction de la ville. D'après un chauffeur, Duggan aurait couru vers lui avec les bras tendus.
Quelques minutes plus tard, un conducteur voit Duggan avancer sur la route en sa direction. La voiture dévie de la voie intérieure vers l'extérieur, mais d'après le conducteur, Duggan saute sur la voiture, les bras levés et la bouche ouverte. La voiture le heurte, endommageant la porte du passager et brisant la vitre et le pare-brise du passager, et jetant Duggan sur le chemin d'une Volkswagen Golf bleue, qui l'écrase. Il est certifié mort sur les lieux à 6h35 du matin.
La police allemande estime que Duggan est arrivé sur ce tronçon de route après avoir couru 5 km depuis l'appartement. La famille de Duggan s'est plainte que la police n'avait pas réussi à établir cela. D'autres versions incluent qu'il aurait passé la nuit dans les bureaux voisins de ceux du mouvement LaRouche et aurait couru de là vers la route, ou qu'il aurait couru sur la route depuis une voiture. Les rapports médico-légaux commandés par Erica Duggan suggèrent qu'il pourrait avoir été mort ailleurs et avoir été déplacé sur la route après coup, une position que le coroner rejette en 2015.

### Premières réactions
Après le deuxième appel de Jeremiah Duggan, sa mère contacte la police locale puis la police métropolitaine de Scotland Yard.
Le colocataire de Duggan appelle la petite amie de Duggan à Paris pour lui demander si elle a de ses nouvelles. Erica appelle ensuite le colocataire sur son téléphone portable ; qui transmet l'appel à une responsable de l'Institut Schiller car il ne parle pas anglais. La responsable lui dit que Nouvelle solidarité est une « agence de presse » et ajoute : « Nous ne pouvons pas assumer la responsabilité des actions des individus. Nous pensons que votre fils a des problèmes psychologiques »,. Elle dit qu'elle appellerait les hôpitaux locaux pour voir si Duggan y avait été admis. Peu de temps après, la responsable et le colocataire de Duggan, accompagnés par un autre membre du mouvement LaRouche, remettent son passeport et ses bagages au poste de police de Wiesbaden.
La responsable déclare à l'Independent : « J'ai pensé qu'il avait des problèmes psychologiques, en me basant sur les conversations qu'il avait avec les gens. Je ne sais pas ce qui s'est passé la nuit de sa mort, mais l'Institut Schiller n'a joué aucun rôle dans sa mort ». Le rapport de police indique que la responsable leur a dit qu'Erica Duggan a appelé « puisqu'il souffrait d'asthme sévère et qu'il ne la contactait pas ». Plus tard, Erica Duggan indique que son fils n'avait pas eu d'asthme depuis son enfance.
Selon l'une des personnes présentes, environ 25 membres du mouvement ont été invités à se rassembler au bureau local de LaRouche ce matin-là, lors d'une réunion à laquelle participait Helga Zepp-LaRouche. On leur a dit que Duggan s'était suicidé. Un recruteur LaRouche de Paris a déclaré à la réunion que Duggan s'était rendu à la clinique Tavistock, donnant apparemment l'impression qu'il y était allé récemment. Zepp-LaRouche aurait déclaré que Duggan aurait pu être envoyé de Londres pour nuire à LaRouche.

## Enquêtes

### Première enquête allemande
La police de Wiesbaden conclut en trois heures que Duggan s'est suicidé. Les responsables du mouvement LaRouche ont dit à la police que Duggan a été un patient à la clinique Tavistock et qu'il souffrait de « pulsions suicidaires ». Selon le Sunday Times, cette vision de lui façonne le reste de l'enquête.
Un médecin urgentiste donne la cause du décès comme un traumatisme cranio-cérébral à la suite d'un accident de la circulation, blessures qui, selon lui, correspondent à l'accident décrit par les chauffeurs. L'enquêteur de l'accident note des marques sur les vêtements de Duggan compatibles avec le contact avec le dessous d'un véhicule.
Les autorités allemandes ne procèdent pas à une autopsie parce que la cause du décès est établie et qu'il n'y a aucune preuve d'acte criminel . Ses vêtements ne sont pas rendus à sa famille et sont supposés détruits. La police ne recueille aucune déclaration officielle de témoin. Les témoignages sont enregistrés sous forme de « notes brèves, parfois contradictoires », selon le Daily Telegraph.

### Première enquête britannique
Un examen post-mortem est effectué par le pathologiste David Shove. Shove trouve des blessures à la tête, des ecchymoses sur le dos des bras et des mains, et du sang dans les poumons et l'estomac. Un échantillon de sang ne révèle ni drogue ni alcool.

### Examens médico-légaux privés
Erica Duggan a mis en place la campagne « Justice pour Jeremiah » en avril 2004 avec le soutien juridique du ministère britannique des Affaires étrangères,. En 2005, elle montre le rapport d'autopsie de Duggan à David Shove, qui lui répond que Duggan a été « sévèrement battu à la tête ». Il ajoute que la mort de Jeremiah Duggan n'a pu être causée par un accident.
Six experts médico-légaux engagés par Erica examinent le rapport d'autopsie de Shove et les photographies prises par les enquêteurs de l'accident à Wiesbaden,. Selon les études de ces experts, rien ne suggèrent que les voitures soient rentrées en contact physique avec Duggan.
Le Wiesbadener Kurier critique cette enquête qu'il considère comme de la diffamation envers « deux automobilistes entièrement innocents ».

### Deuxième enquête britannique

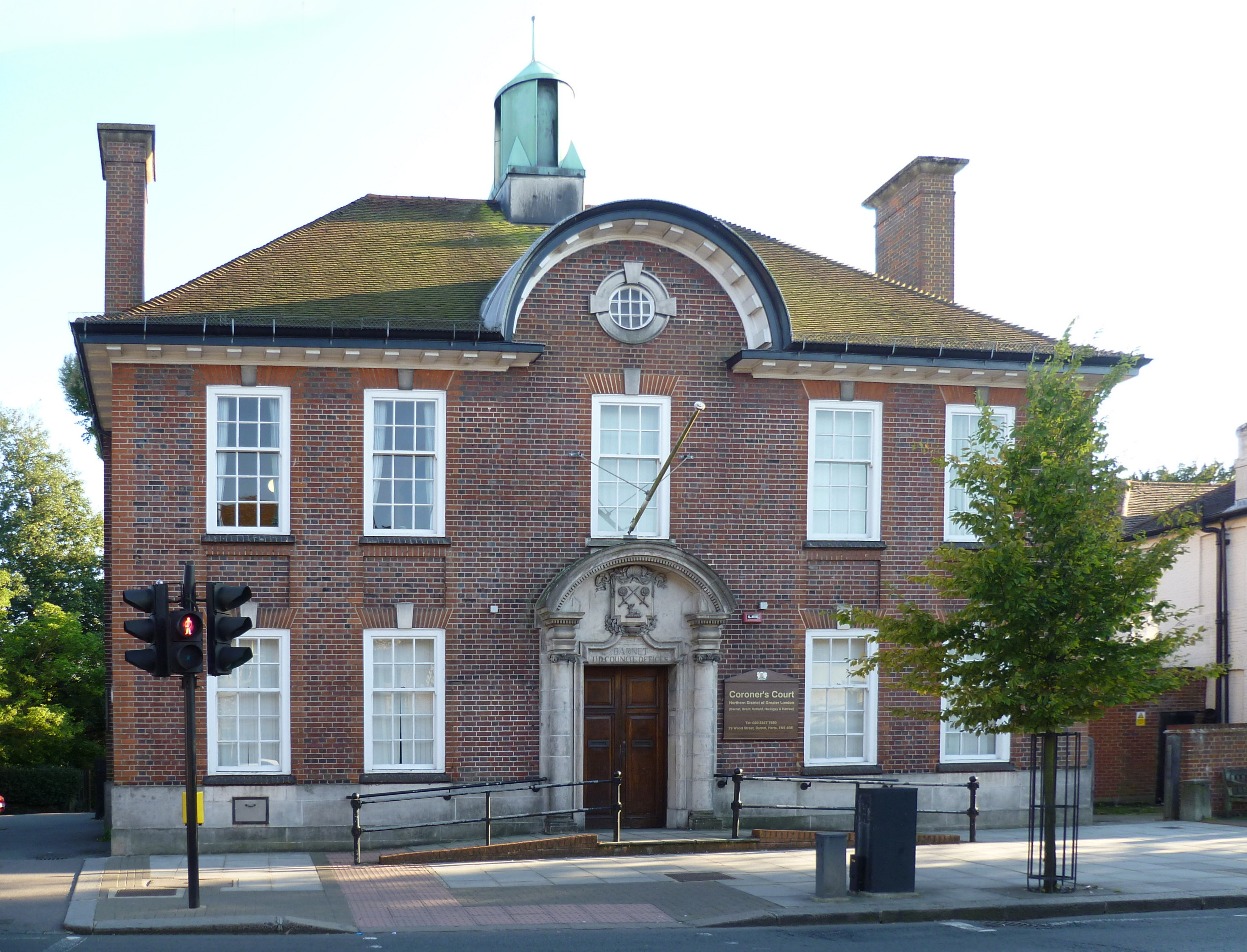
Cour du coroner du nord de Londres, à Barnet

En mai 2007, un groupe de députés britanniques multipartite signe une early day motion appelant le procureur général à rouvrir l'enquête. Après une action en justice prolongée par la famille Duggan, la Haute Cour ordonne une nouvelle enquête en mai 2010.
L'enquête se déroule pendant trois jours en mai 2015 au North London Coroner's Court devant le coroner Andrew Walker. Walker rejette la théorie selon laquelle l'accident aurait été mis en scène, la qualifiant d'invraisemblable,,. Catherine Picard, une experte française des sectes, dit au tribunal que Duggan pourrait avoir subi « une pression intense et de la violence psychologique » lors de la conférence, via des séances individuelles, des heures de réprimandes et en « étant sujet à des théories du complot répétées et à un discours antisémite ». Matthew Feldman, historien à l'université de Teesside et expert de l'extrême droite, témoigne que, si d'autres participants avaient appris que Duggan était juif, britannique et avait fréquenté la clinique Tavistock, « cela aurait été pris très au sérieux par le mouvement ».
Le coroner estime que la présence de Duggan à la conférence, les méthodes utilisées par le mouvement LaRouche pour recruter des jeunes, les déclarations de Duggan sur son identité juive et britannique, et ses interrogations sur ce qu'on lui disait « ont peut-être eu une incidence sur la mort de M. Duggan dans le sens où cela l'a peut-être mis en danger par rapport aux membres de l'organisation et a amené M. Duggan à devenir affligé et à chercher à partir ». Il dit qu'il « rejette totalement que cela puisse être un suicide ».

### Deuxième enquête allemande

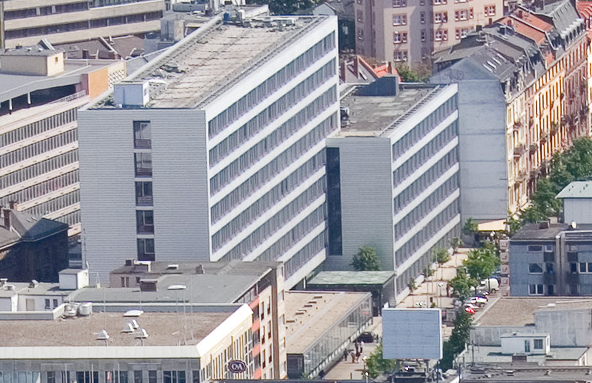
Oberlandesgericht à Francfort

En 2012, la famille de Jeremiah Duggan dépose un recours auprès de l'Oberlandesgericht. Dans ce que le Berliner Zeitung décrit comme une décision extrêmement inhabituelle, le tribunal ordonne au procureur de Wiesbaden de rouvrir l'enquête. Le tribunal déclare qu'un piéton quittant les bureaux du mouvement LaRouche à Wiesbaden, en direction du centre-ville, aurait atteint exactement ce carrefour dans la Berliner Straße, et « aurait dû traverser la route à quatre voies s'il ne voulait pas ou ne pouvait pas faire demi-tour ».
Une nouvelle enquête est ouverte en avril 2013. En 2015, les procureurs enquêtent sur des allégations contre deux individus, un Allemand et un Français, soupçonnés d'avoir causé des lésions corporelles ayant entraîné la mort de Jeremiah Duggan, Erica Duggan critique la nomination du même policier qui présidait l'affaire en 2003, accusant les autorités allemandes de « racisme institutionnel » et comparant l'enquête à celle sur le meurtre de Stephen Lawrence,. En 2014, le Conseil des députés des Juifs britanniques demande à la chancelière Angela Merkel d'organiser une enquête indépendante et, en 2015, demande au ministre britannique des Affaires étrangères de soulever la question auprès du gouvernement allemand,.

## Réaction du mouvement LaRouche
En 2015, un porte-parole déclare à Newsweek que les allégations sont « totalement absurdes » : « À aucun moment, Mme Duggan n'a présenté de preuves ou de faits réfutant les conclusions des autorités allemandes concernant le suicide de son fils. Au lieu de cela, au cours des 12 dernières années, elle et ses représentants et collaborateurs ont proposé des théories du complot délirantes promulguées par les ennemis politiques de M. LaRouche à l'intérieur et autour de la monarchie britannique et des cercles de l'ancien Premier ministre désormais discrédité Tony Blair ».

## Remarques
1. ↑  La police et les témoins allemands, et les représentants du mouvement LaRouche, n'ont pas assisté à la seconde enquête. Ni David Shove, le pathologiste ayant réalisé l'autopsie, parce qu'il n'a pas pu être localisé[25].